# Gertschius
Genre
Gertschius est un genre de scorpions de la famille des Vaejovidae.

## Distribution
Les espèces de ce genre se rencontrent aux États-Unis en Arizona et au Nouveau-Mexique et au Mexique au Sonora.

## Liste des espèces
Selon The Scorpion Files (22/08/2020) :
- Gertschius agilis (Sissom & Stockwell, 1991)
- Gertschius crassicorpus Graham & Soleglad, 2007

## Étymologie
Ce genre est nommé en l'honneur de Willis John Gertsch.

## Publication originale
- Graham & Soleglad, 2007 : « A New Scorpion Genus Representing a Primitive Taxon of Tribe Stahnkeini, with a Description of a New Species from Sonora, Mexico (Scorpiones: Vaejovidae). » Euscorpius, no 57, p. 1–13 (texte intégral).